# 拉姆西 (亞利桑那州)
拉姆西（英語：Ramsey）是位於美國亞利桑那州科奇斯縣的一個非建制地區。該地的面積和人口皆未知。

## 地理
拉姆西的座標為31°26′45″N 110°18′41″W / 31.44583°N 110.31139°W，而該地的平均海拔高度為1725米（即5669英尺）。